# Hesperinus imbecillus
Hesperinus imbecillus är en tvåvingeart som först beskrevs av Friedrich Hermann Loew 1858.  Hesperinus imbecillus ingår i släktet Hesperinus och familjen Hesperinidae. Inga underarter finns listade i Catalogue of Life.